# Gleislose Bahn Eberswalde

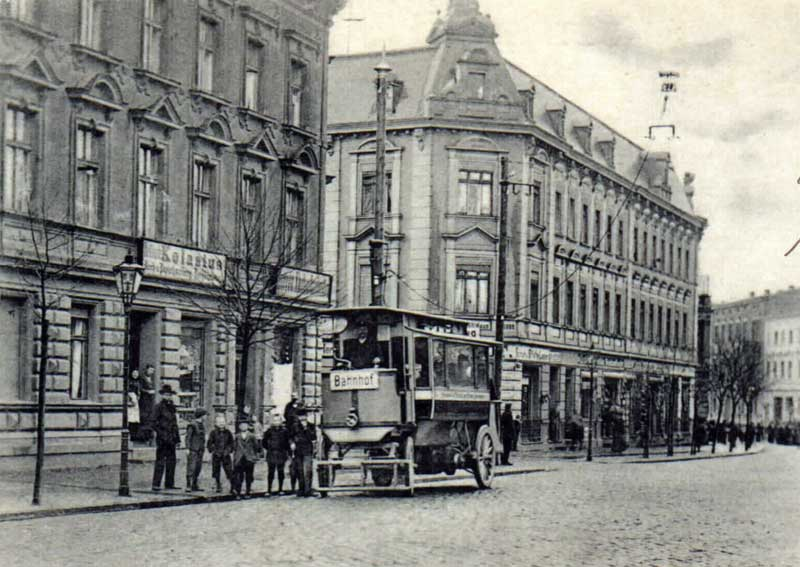
Eisenbahnstraße, kurz hinter der Kreuzung Zimmerstraße: die Gleislose Bahn auf der Fahrt zum Bahnhof

Die Gleislose Bahn Eberswalde war ein Oberleitungsbus-Betrieb in der nördlich von Berlin gelegenen brandenburgischen Stadt Eberswalde. 

## Geschichte
Der Betrieb wurde am 22. März 1901 eröffnet und musste wegen technischer Schwierigkeiten und des schlechten Straßenbelags – als dessen Folge die Räder zu schnell verschlissen – bereits im Juni 1901 wieder eingestellt werden. Die Gleislose Bahn Eberswalde war der erste regelmäßig betriebene Obus Deutschlands, das Elektromote von 1882 diente hingegen nur experimentellen Zwecken. 
Die erste Eberswalder Obus-Strecke war etwa einen Kilometer lang und verband den peripher gelegenen Hauptbahnhof mit dem Alsen-Platz in der Innenstadt, dem heutigen Karl-Marx-Platz. Sie führte auf ihrem gesamten Laufweg durch die Eisenbahnstraße, die heutige Bundesstraße 167. Das Depot befand sich nahe der stadtseitigen Endstelle in der Zimmerstraße. Die heutige Zwischenhaltestelle Grabowstraße existierte damals noch nicht, eine Einzelfahrt kostete seinerzeit zehn Pfennig.    
Erbaut und betrieben wurde die Gleislose Bahn Eberswalde nach dem französischen Oberleitungssystem Lombard-Gérin. Es war lediglich ein Motorwagen ohne Anhänger vorhanden, hierbei handelte es sich um einen ehemaligen Pferdeomnibus. Das Fahrzeug erreichte eine Höchstgeschwindigkeit von zwölf Kilometern in der Stunde und gehörte der Pariser Gesellschaft Compagnie de Traction par Trolley Automoteur. 
Seit dem 3. November 1940 existiert der heutige Oberleitungsbus Eberswalde. Er wird von der Barnimer Busgesellschaft betrieben und bedient unter anderem auch die ehemalige Strecke der Gleislosen Bahn von 1901.

## Galerie

Die Gleislose Bahn auf einer zeitgenössischen Ansichtskarte
Eisenbahnstraße, an der Kreuzung Wilhelmstraße: die Gleislose Bahn auf der Fahrt stadteinwärts
Die Gleislose Bahn mit Zielschild Alsen-Platz
Die an sieben Meter hohen Holzmasten befestigte Oberleitung in der Eisenbahnstraße, Ecke Zimmerstraße